# Тераса накладена
Тераса накладена (рос. терраса наложенная, англ. superimposed terrace; нім. überlagerte Terrasse f) — тераса, алювій якої накладений на алювій більш древньої похованої тераси. Утворюється внаслідок зниження базису ерозії, якому передувало його підвищення й наповнення долини алювієм. Синонім — тераса вкладена.